# 澳門運動場
奧林匹克體育中心 - 運動場（オリンピックたいいくちゅうしん-うんどうじょう、ポルトガル語: Centro Desportivo Olímpico - Estádio、別名エスタディオ・ド・マカオ）は、中華人民共和国・マカオのタイパ島にある多目的スタジアムである。

## 概要
マカオ・オリンピック・スポーツコンプレックス内にある。1997年使用開始。
主にサッカーの試合に用いられる。収容人数は15,490人、敷地面積は35,585平方メートル。
現在、サッカーマカオ代表がホームスタジアムとして利用している。フレンドリーマッチでも多く用いられ、2002年のサッカー中国代表対ポルトガル代表、2005年のFCバルセロナ対深圳紅鑽、2007年のマンチェスター・ユナイテッド対深圳紅鑽、チェルシーFC対広州恒大などの試合が行われている。
2005年には東アジア競技大会サッカー競技において決勝戦の会場となった。
2018年にはAFCアジアクラブチャンピオンズリーグ準々決勝第二戦(天津天海VS鹿島)が行われた

## 交通アクセス
- マカオLRTタイパ線 - 運動場駅

## ギャラリー

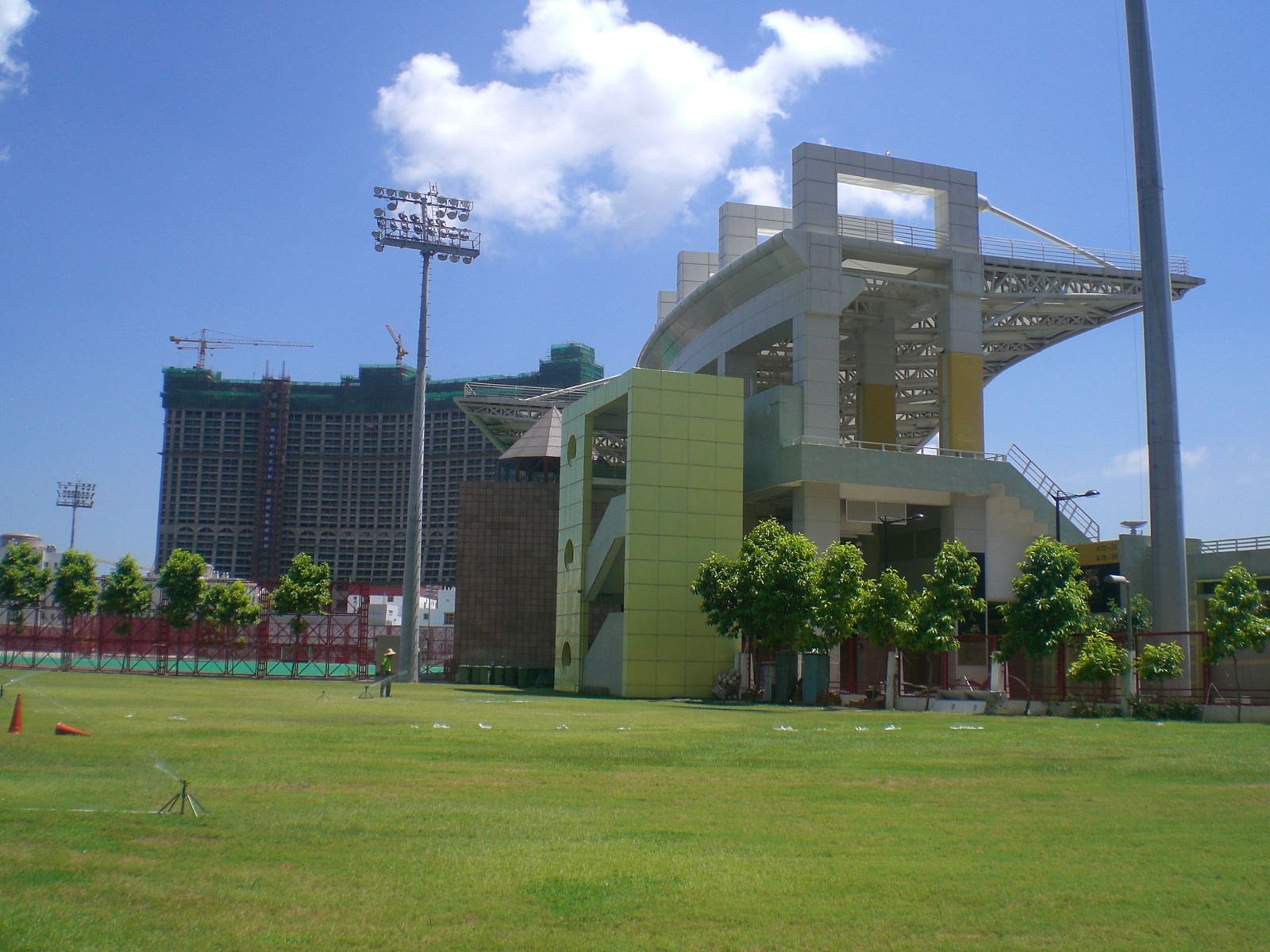
スタジアムの様子
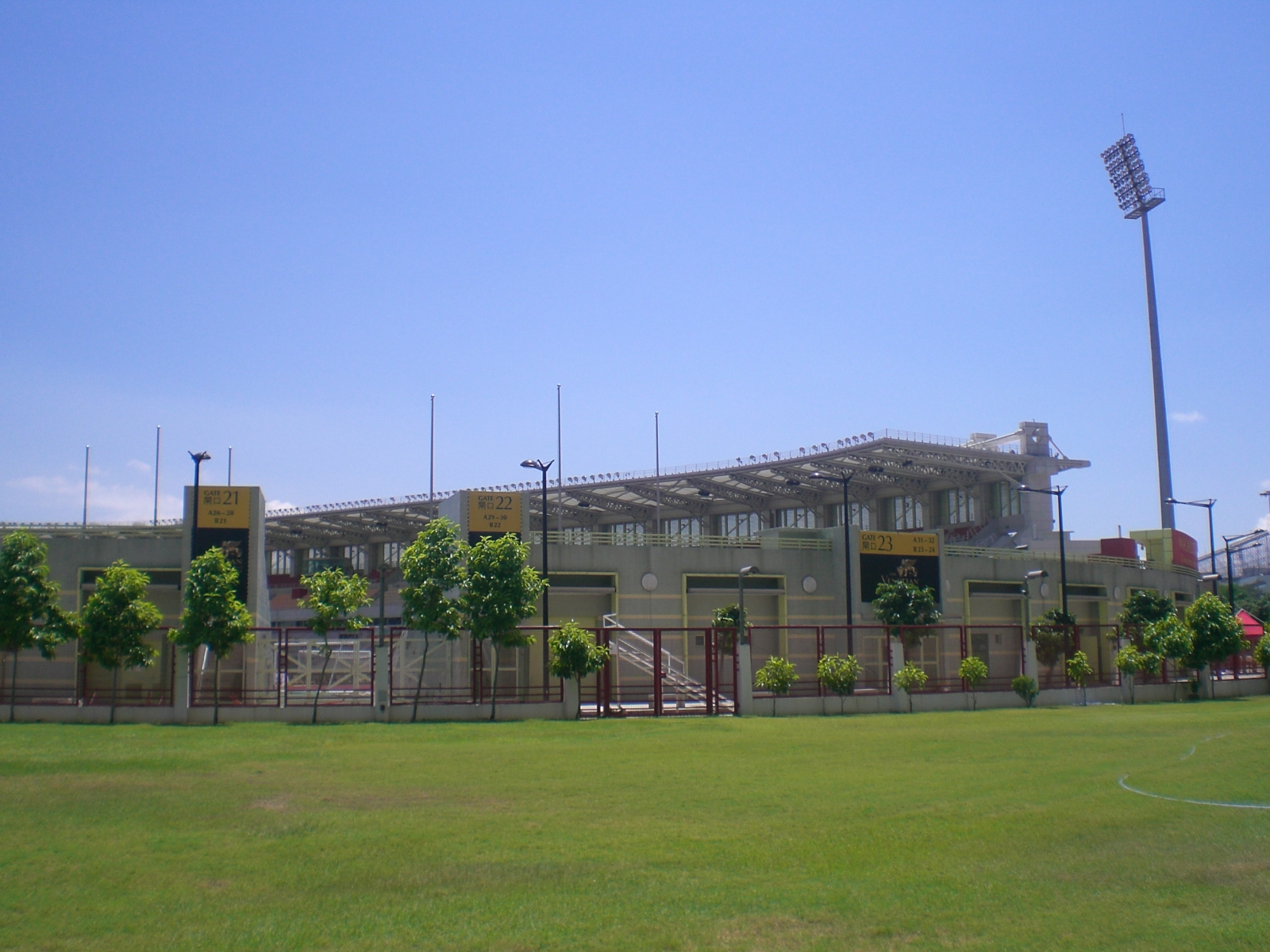
スタジアムの様子
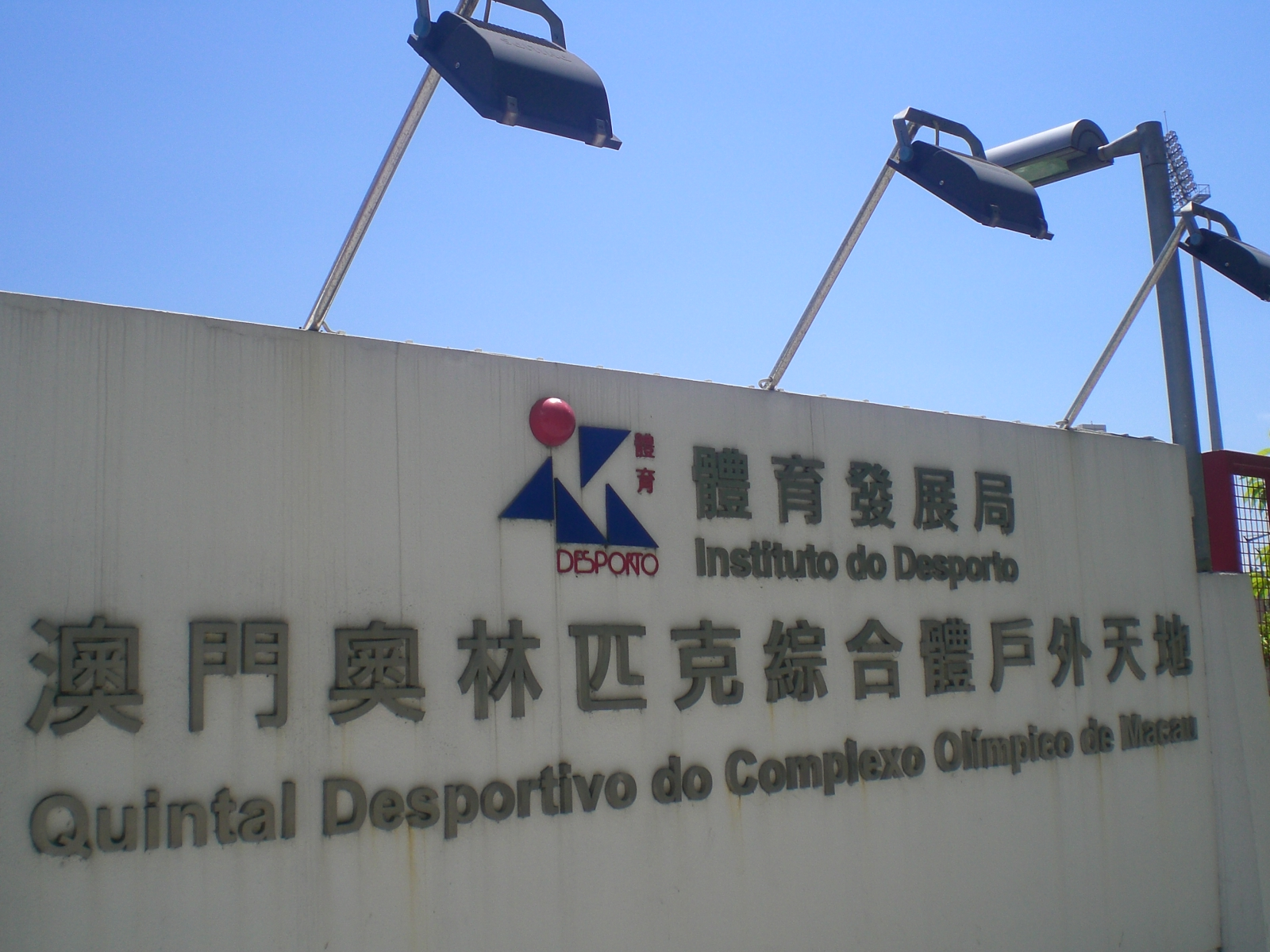
スタジアム入口の様子